# بين رودولف
بين رودولف (بالإنجليزية: Ben Rudolph)‏ هو لاعب كرة قدم أمريكية أمريكي، ولد في 29 أغسطس 1957 في إيفرغرين في الولايات المتحدة.

## وصلات خارجية
- بين رودولف على موقع مرجع كرة القدم المحترفة.كوم (الإنجليزية)